# Indrapura (Champa)
Indrapura (dal Sanscrito "Città di Indra", dio induista della tempesta, divinità guerriera e Re degli Dei nel Rig Veda) dall'875 d.C. per qualche decennio fu capitale dell'antico regno Champa, sotto il regno di Indravarman II e dei suoi successori della sesta dinastia.
Il sito è prossimo all'attuale villaggio di Đông Dương, non lontano dalla città di Đà Nẵng, in Vietnam. A differenza dei suoi predecessori, Indravarman II era buddista e fondò un tempio Mahayana, andato in buona parte distrutto nei bombardamenti della Guerra del Vietnam e che ancora oggi viene saccheggiato dei suoi mattoni.
Il Museo della Scultura Cham ("Bao Tang Cham") a Danang, fondato nel 1915 dall'École française d'Extrême-Orient (EFEO), ospita una pregevole collezione di sculture Cham recuperate da questo ed altri siti, come Mỹ Sơn e Tra Kieu.